# UTC−4:00

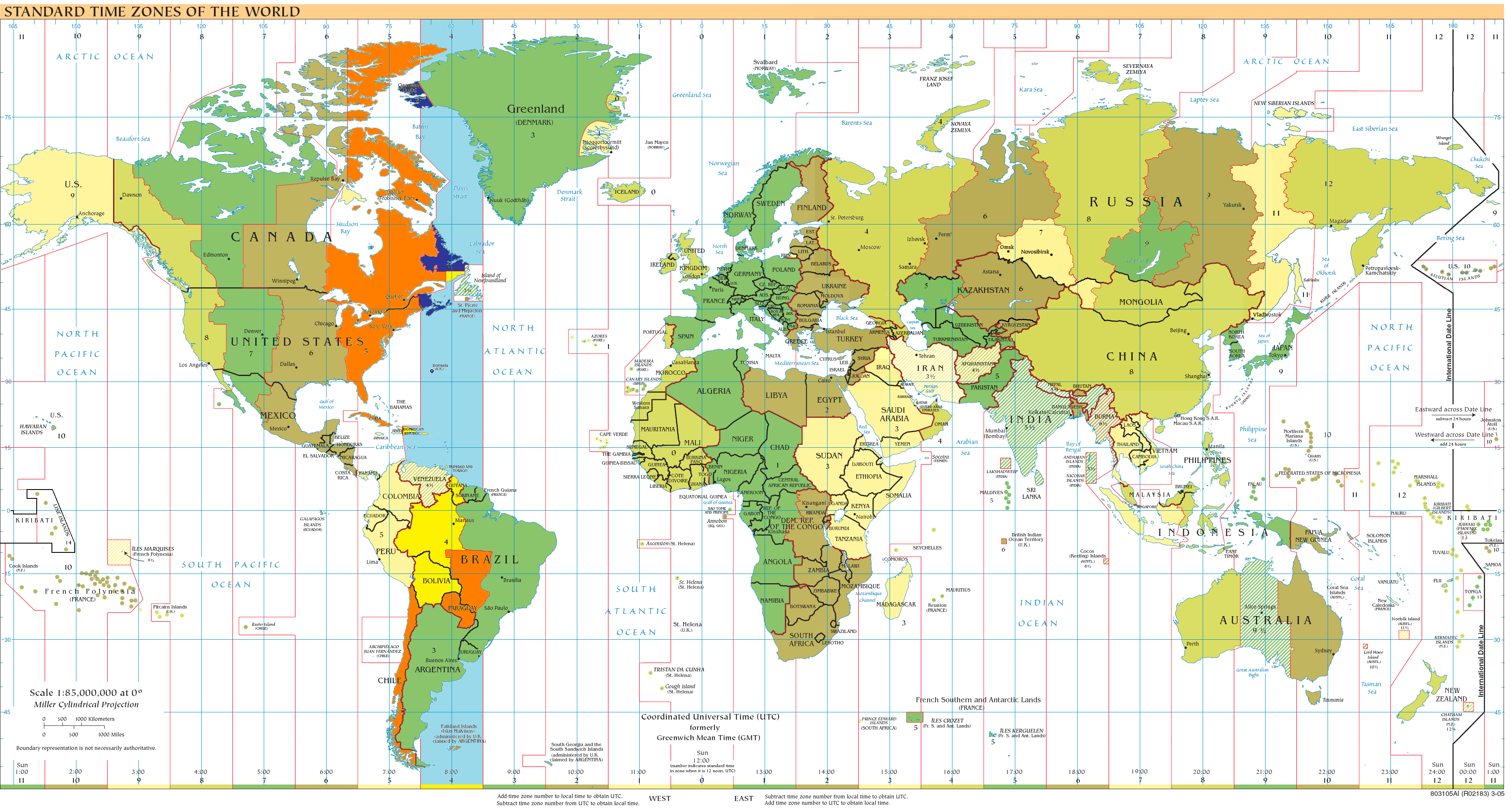
UTC−4 на карте часовых поясов мира:
синим — зона UTC−4 зимой (ноябрь-март) в Северном полушарии (летом (апрель-октябрь) — UTC−3);
голубым — зона UTC−4 в океанах;
ярко-жёлтым — зона UTC−4 круглогодично;
оранжевым — зона UTC−4 летом (апрель-октябрь) в Северном полушарии (зимой (ноябрь-март) — UTC−5) и зона UTC−4 зимой (апрель-октябрь) в Южном полушарии (летом (ноябрь-март) — UTC−3)

UTC−4 (зимой — Атлантическое стандартное время, летом — Североамериканское восточное время и круглый год — Восточно-карибское время) — часовой пояс, использующийся в следующих государствах и территориях

## В течение всегогода
- Канада:
  -  Квебек:
    - Территория восточнее 63° з. д (включая посёлок Блан-Саблон).
- Доминиканская Республика
- Пуэрто-Рико ( США)
- Виргинские Острова (США) ( США)
- Виргинские Острова (Великобритания) ( Великобритания)
- Ангилья ( Великобритания)
- Антигуа и Барбуда
- Сент-Китс и Невис
- Монтсеррат ( Великобритания)
- Гваделупа ( Франция) (заморский департамент)
- Доминика
- Мартиника ( Франция)
- Сен-Мартен ( Франция)
- Сен-Бартелеми ( Франция)
- Сент-Люсия
- Барбадос
- Сент-Винсент и Гренадины
- Гренада
- Аруба ( Нидерланды)
- Кюрасао
- Синт-Мартен
- Бонайре, Синт-Эстатиус и Саба
- Тринидад и Тобаго
- Гайана
- Бразилия:
  -  Рорайма
  -  Мату-Гросу
  -  Мату-Гросу-ду-Сул
  -  Рондония
- Боливия
- Венесуэла[1]

## ЗимойвСеверном полушарии
- Гренландия ( Дания):
  - Каасуитсуп:
    - Полуостров Хейс
- Канада:
  -  Ньюфаундленд и Лабрадор:
    - Большая часть региона Лабрадор

  -  Нью-Брансуик
  -  Остров Принца Эдуарда
  -  Новая Шотландия
- Бермуды ( Великобритания)

## ЗимойвЮжном полушарии
- Чили:
  - Материковая часть и прилегающие острова (вся страна кроме провинции Исла-де-Паскуа)

## ЛетомвСеверном полушарии
- Канада:
  -  Нунавут:
    - Территория восточнее 85° з. д. (Восточный Нунавут)

  -  Квебек:
    - Большая часть (западнее 63° з. д.)

  -  Онтарио:
    - Большая часть (восточная)
- США:
  -  Мэн
  -  Нью-Гэмпшир
  -  Вермонт
  -  Массачусетс
  -  Род-Айленд
  -  Коннектикут
  -  Нью-Йорк
  -  Нью-Джерси
  -  Делавэр
  -  Вашингтон (округ Колумбия)
  -  Мэриленд
  -  Пенсильвания
  -  Огайо
  -  Мичиган:
    - Большая часть

  -  Индиана:
    - Большая часть

  -  Кентукки:
    - Восточная часть

  -  Западная Виргиния
  -  Виргиния
  -  Теннесси:
    - Восточная часть

  -  Северная Каролина
  -  Южная Каролина
  -  Джорджия
  -  Флорида:
    - Большая часть (восточнее реки Апалачикола)
- Багамские Острова
- Куба
- Теркс и Кайкос ( Великобритания)